# Doutzen Kroes
Doutzen Kroes (uttalas daotsen kroos), född 23 januari 1985 i Giekerk i Friesland, är en nederländsk fotomodell och sedan 2008 en av Victoria's Secrets Angels.

## Biografi
Kroes första modelluppdrag för Victoria's Secret var Supermodel Obsessions.
Kroes har prytt omslagen på Time, Vogue, Harper's Bazaar, Seventeen och Numéro. Hon förekommer ofta i Victoria's Secrets katalog och har gått på catwalken vid Victoria's Secrets modeshower 2005, 2006 och 2008. Kroes har modellat för bland andra Gucci, Tommy Hilfiger, Escada, Dolce & Gabbana, Valentino, Versace och Neiman Marcus. 
Tillsammans med bland andra Agyness Deyn, Lily Donaldson, Gemma Ward och Maggie Cheung var hon med i Pirelli-kalendern 2008.
Den 28 april 2008 avtäcktes på Madame Tussauds en vaxdocka föreställande Doutzen Kroes. Dockan bär en vit klänning designad av den italienske modeskaparen Roberto Cavalli.
I september 2009 skrev Kroes på ett tvåårskontrakt för det schweiziska kashmir-märket Repeat.
Kroes gifte sig den 7 november 2010 med den nederländske DJ:n Sunnery James. Paret fick i januari 2011 en son.